# Gliese 686
Gliese 686 (GJ 686 / HIP 86287 / LHS 452) es una estrella en la constelación de Hércules de magnitud aparente +9,62.
Aunque se encuentra próxima al sistema solar —a 26,5 años luz—, no es la estrella conocida más cercana en su constelación, ya que Gliese 661 se encuentra a 20,9 años luz.
El sistema más cercano a esta estrella es el brillante μ Herculis, a 4,5 años luz. Le siguen GJ 1230 y Gliese 673, a 7,2 y 7,6 años luz respectivamente.
Gliese 686 es una de las muchas enanas rojas en el entorno del sistema solar.
De tipo espectral M1.0V, tiene una temperatura efectiva de 3484 ± 50 K.
Su luminosidad en el espectro visible es igual al 0,82% de la del Sol, mientras que su luminosidad bolométrica equivale al 2,7% de la solar, ya que una importante cantidad de la radiación emitida por estas estrellas es luz infrarroja invisible.
Considerando únicamente este último parámetro, Gliese 686 es considerablemente más luminosa que otras conocidas enanas rojas; así, es 6,5 veces más luminosa que Ross 154 y 15 veces más que Próxima Centauri, la estrella más cercana al sistema solar.
Gliese 686 posee un radio aproximadamente igual a la mitad del radio solar.
Su velocidad de rotación proyectada es de 2,5 km/s, siendo su período de rotación igual o inferior a 10,3 días.
Presenta un contenido metálico inferior al del Sol; distintos estudios evalúan su índice de metalicidad entre -0,25 y -0,44.
Posee una masa aproximada entre el 45% y el 49% de la masa solar
y es una estrella de características comparables a la de Lacaille 9352.